# Завръщането на войника
Завръщането на войника (на английски: The Return of the Soldier) е името на британски филм от 1982 г. В него участва Джули Кристи. Филмът е направен по едноименния роман от 1918 г. на британската писателка Ребека Уест.